# Jedlovské rybníky (okres Svitavy)
Jedlovské rybníky jsou soustavou nově od roku 1997 budovaných rybníků v povodí Baldovského potoka v rámci jeho revitalizace. Tato soustava v roce 2018 obsahuje celkem 22 rybníků.
Společně s AOPK byl v oblasti podpořen záchranný program odchovu raka říčního a to vytvořením vodních ploch s názvy Ráček I, Ráček II, Kamenáč. Zde úspěšně probíhá reprodukce a odchov raka říčního a za uplynulé roky bylo z těchto lokalit distribuováno desítky tisíc násady raků do vhodných volných vod v rámci celé ČR. 
Největším rybníkem této rybniční soustavy je Polní o výměře 8 ha, následuje Dubovec se 7,78 ha, Luční 6,5 ha a Kmotr 4,4 ha. Tyto vodní plochy plní zejména rybochovné funkce, ale významně se podílí na retenci vody v krajině. Jejich existencí se výrazně zvýšila biodiverzita území a v letním období jsou vhodné i pro rekreační využití.

## Galerie

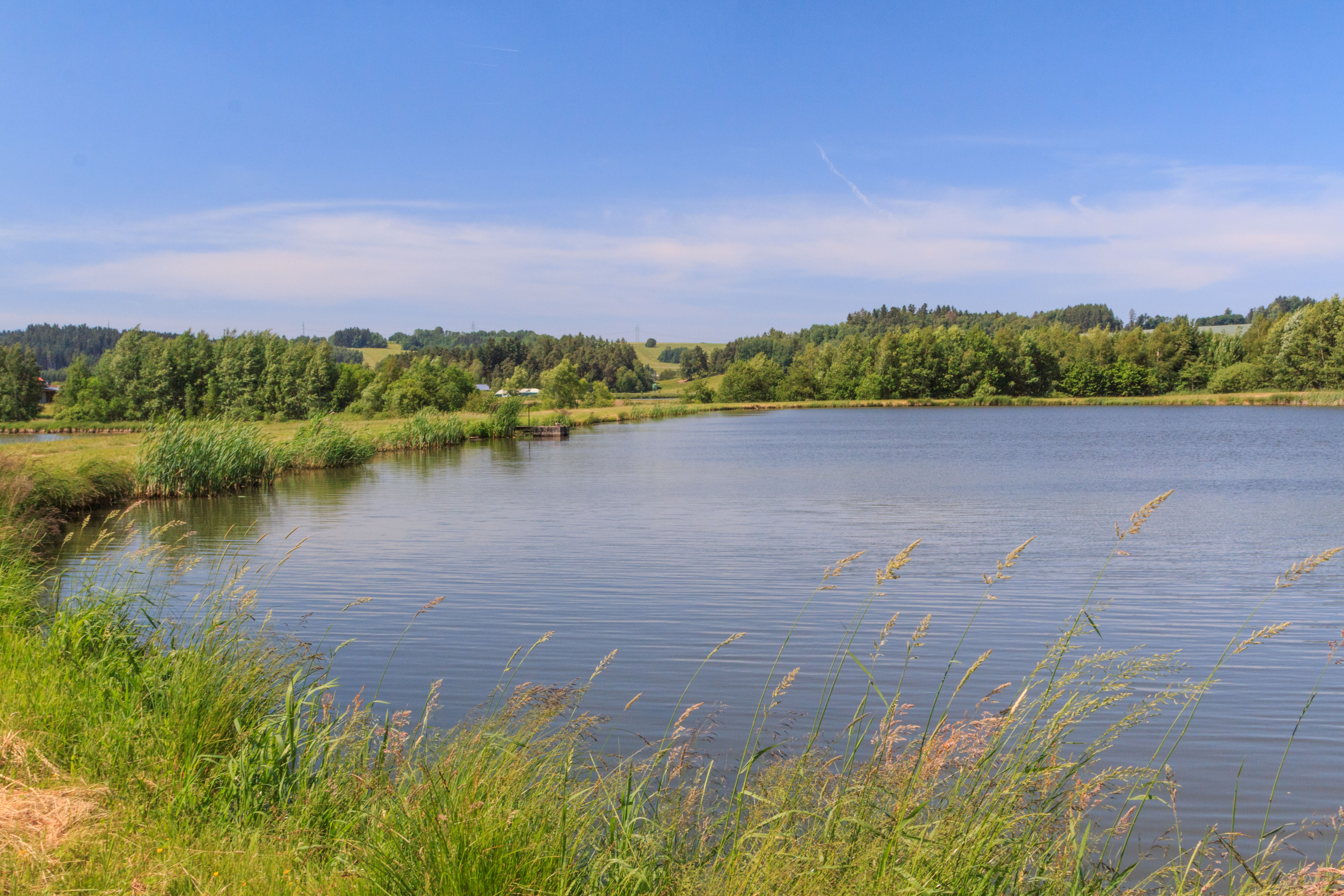
Baldovský rybník u Jedlové
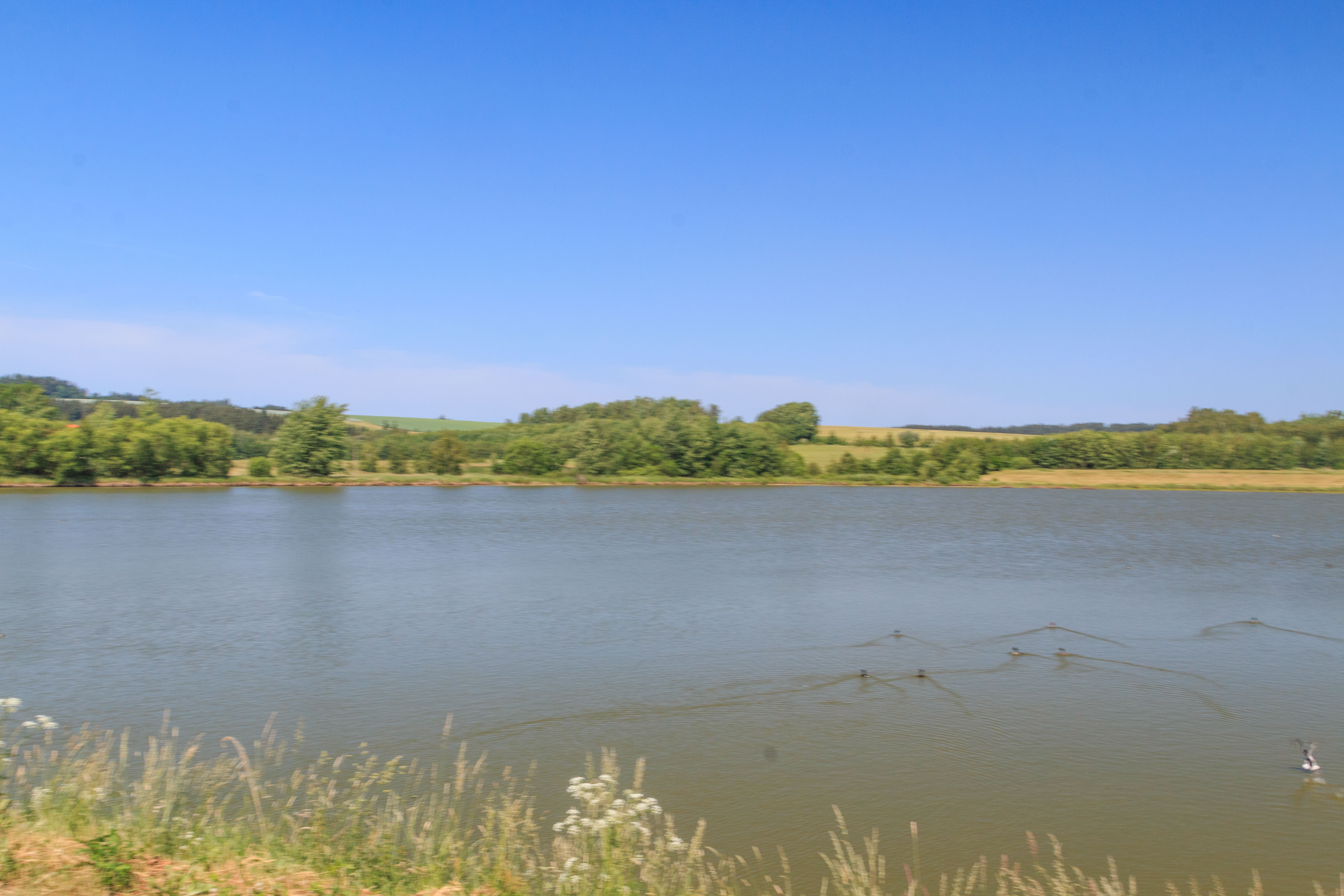
Polní rybník u Jedlové
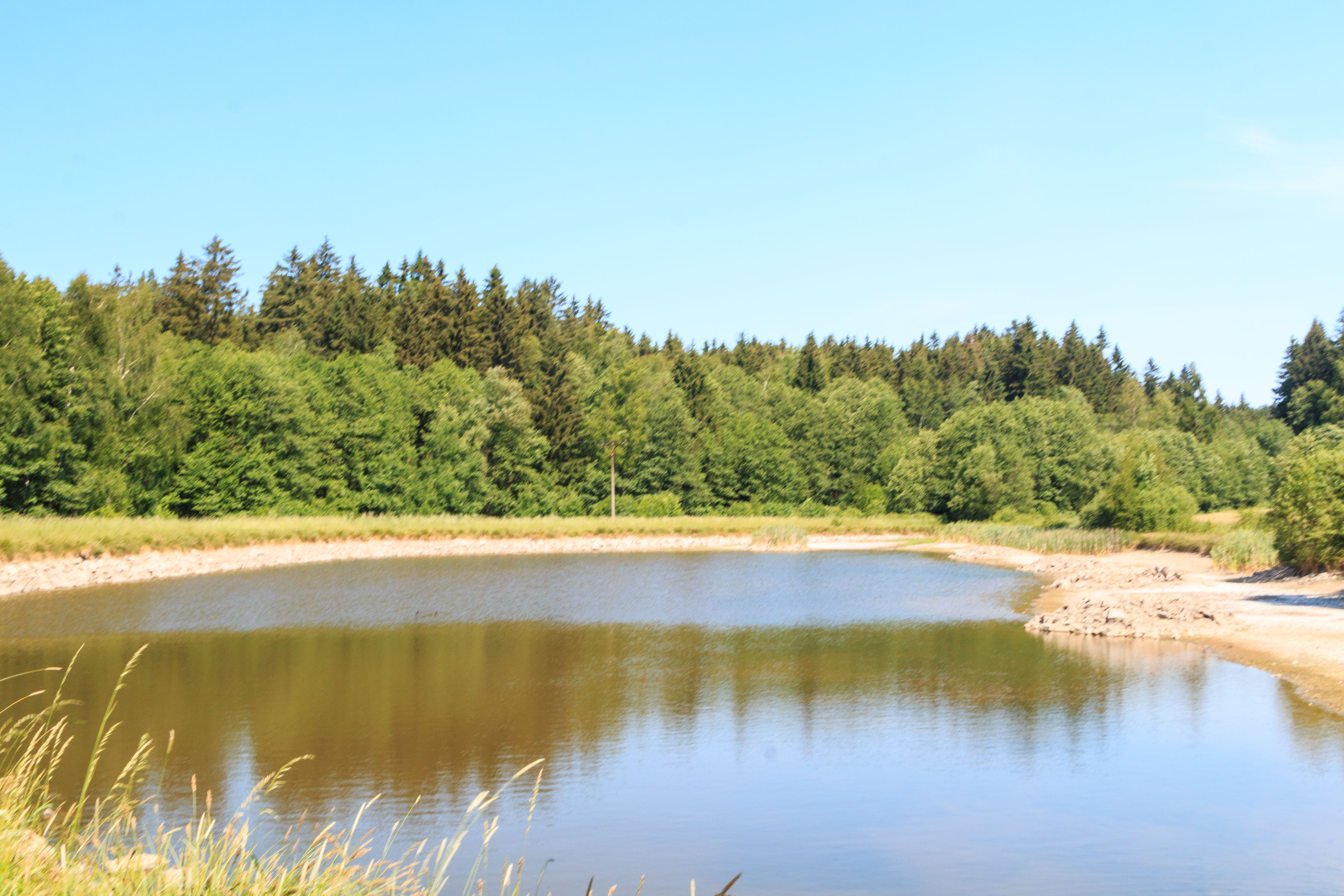
Rybník Ráček II u Jedlové
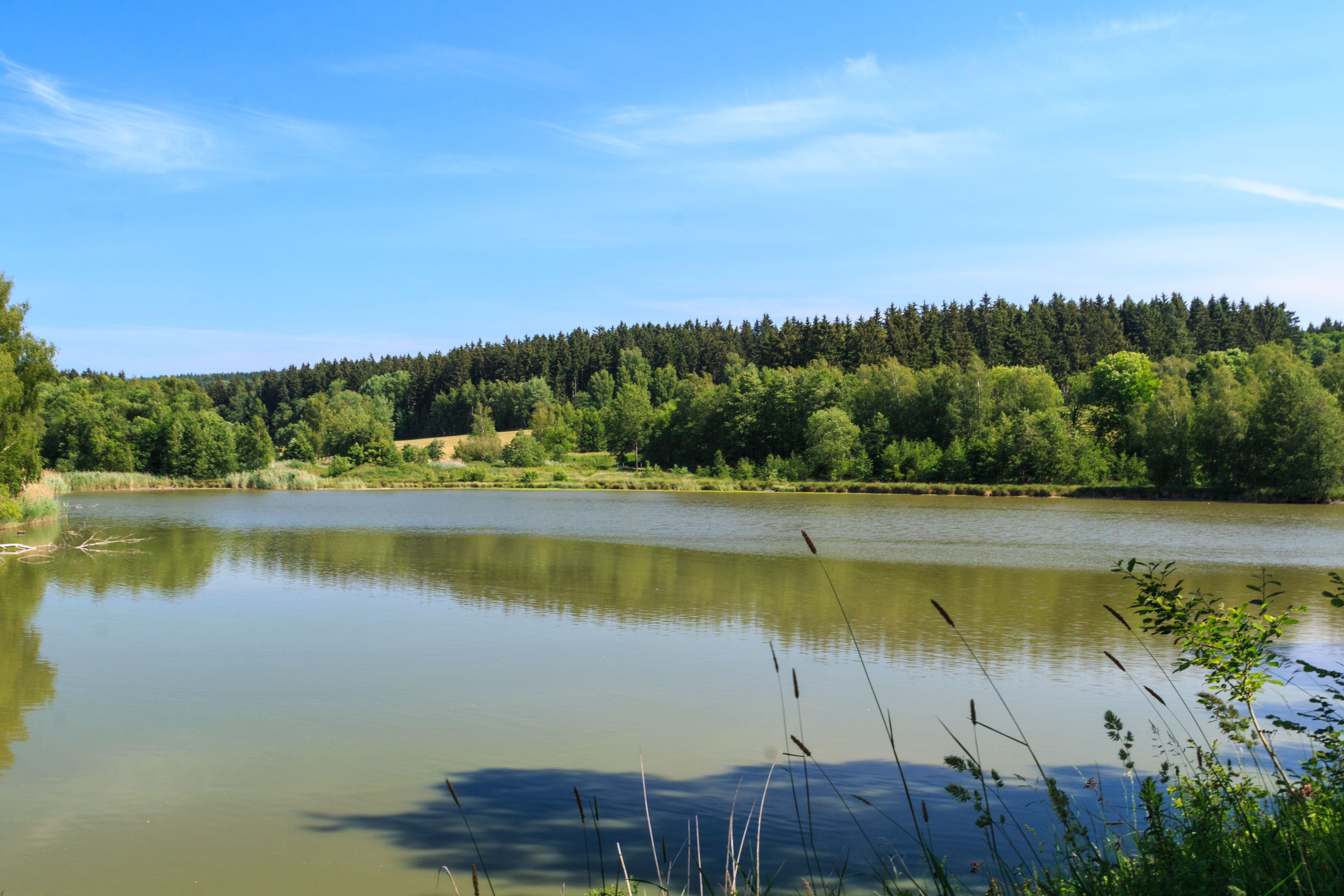
Rybník Kmotrovský u Jedlové